# Skotobaena mortoni
Skotobaena mortoni là một loài chân đều trong họ Cirolanidae. Loài này được Ferrara & Monod miêu tả khoa học năm 1972.